# Tručki jezici
Tručki jezici, podskupina ponapejsko-tručkih jezika, šire mikronezijske skupine, raširenih na malenim otočićima u Federalnim Državama Mikronezije, Palaua, Sjevernomarijanskim otocima i jedan predstavnik u Indoneziji. 
Obuhvaćža 13 jezika: karolinski [cal] i tanapag [tpv] (Sjevernomarijanski otoci); tručki [chk], mortločki [mrl], namonuito [nmt], pááfang [pfa], puluwatski [puw], satawalski [stw], ulithijski [uli] i woleajski [woe] u Mikroneziji; mapia [mpy] na indonezijskom dijelu Papue; sonsorolski [sov] i tobijski [tox] na Palau.

## Vanjske poveznice
- Ethnologue (14th)
- Ethnologue (15th)